# علامة كوبرنيل
علامة كوبرنيل (بالإنجليزية: Coopernail sign)‏ هي علامة طبية تُشير إلى وجود كسر حوضي.